# Al-Imam al-Hadramí
Abu-Bakr Muhàmmad ibn al-Hàssan al-Muradí al-Hadramí (àrab: أبو بكر محمد بن الحسن المرادي الحضرمي, Abū Bakr Muḥammad ibn al-Ḥasan al-Murādī al-Ḥaḍramí) (Kairuan, ?-Azougui, 1095), conegut com el xeic imam al-Hadramí, va ser un teòleg i jurista islàmic del Magrib, del segle xi, mort l'any 1095.

## Biografia
Al-Hadramí nasqué a Kairuan, actualment a Tunísia, en una família àrab originària de la zona de l'Hadramaut, al sud de la península Aràbiga. A la ciutat natal va rebre la seua educació amb Abu-Imran al-Fassí com a company d'estudis. Ibn Baixkuwal informa que al-Hadramí s'estigué a Còrdova un breu període l'any 1094.
Durant la conquesta almoràvit d'Azougui, a prop d'Atar, a l'actual Mauritània, Abu-Bakr ibn Úmar al-Lamtuní s'emportà amb ell al-Hadramí. A Azougui, va servir com a cadi fins a la seua mort, el 1095.
A partir de la segona meitat del segle xvii, el record d'al-Hadramí comença a reaparéixer en la tradició oral mauritana autòctona, impulsada pel «descobriment» de la seua tomba a Azougui. En aquests contes populars, se'l descriu com un marabut místic i un taumaturg.

## Obra
Al-Hadramí compongué diversos tractats de teologia i política. Tanmateix, l'única obra que se'n conserva és كتاب الاشارة في تدبير الإمارة, Kitāb al-ixāra fī tadbīr al-imāra, ‘Llibre del consell en la gestió del poder’, un assaig ètic del gènere dels espills de prínceps. Hi dona consells sobre una àmplia gamma de temes com ara el bon govern, la selecció d'assessors, la direcció en el camp de batalla i les ocasions per a la clemència i el perdó.

## Llegendes
A causa del «redescobriment» de la seua tomba a la segona meitat del segle xvii a Azougui per una persona de la tribu smàssida, el record d'al-Hadramí començà a reaparéixer i se li van atribuir miracles. Segons la tradició oral autòctona, tingué un paper decisiu en el setge almoràvit d'Azougui. Així, els primitius habitants d'Azougui, el misteriós Bafour, caçaven antílops amb gossos, que també empraven contra els seus enemics. És per això que la ciutat era coneguda com a Madínat al-kilab (‘la Ciutat dels Gossos’). Segons aquesta llegenda, al-Hadramí neutralitzà miraculosament els gossos, i permeté als almoràvits conquerir la zona, tot i que va morir durant la batalla.
La tradició popular relata un segon «redescobriment» de la tomba d'al-Hadramí al segle xviii.
Més enllà de la importància escatològica del «redescobriment», els investigadors interpreten aquests contes populars com una estratègia de legitimació dins d'un conflicte tribal, liderat pels smàssides que van venir de Chinguiti, en detriment dels idaysilli autòctons.
Al cementeri, situat a uns 300 m de les ruïnes del recinte almoràvit d'Azougui, el cenotafi d'al-Hadramí encara és objecte de veneració. És un petit volum cúbic de maçoneria seca sense decoració.